# Harry Hasso
Karl Harry Hasso, ursprungligen Hartnagel, född 24 juli 1904 i Frankenthal i Kejsardömet Tyskland (nu Tyskland), död 11 juli 1984 i Helsingborg, var en svensk regissör, fotograf och skådespelare.

## Biografi
Hassos karriär började på en radiostation  i Luxemburg. Han var yrkesverksam till största delen som filmare, förutom i Sverige även i Tyskland och Italien. Han arbetade tillsammans med, bland andra, den ryske filmaren Sergej Eisenstein.[källa behövs]
Från 1960-talet och framåt var Hasso mest verksam som uppfinnare och bildkonstnär. Han är mest känd i Sverige för filmen Tänk om jag gifter mig med prästen.

### Privatliv
Hasso var gift flera gånger. Innan han kom till Sverige var han i Tyskland gift med skådespelaren Zoe Walewskaja till 1933. Åren 1933–1941 var han sedan gift med skådespelaren Signe Hasso och 1941–1944 med skådespelaren Viveca Lindfors. Därefter var han gift med Gisela Müller från Tyskland.
År 1961 gifte Hasso sig med journalisten Britta Callmér-Hartnagel (1936–2015) som han levde med fram till sin död. Tillsammans med henne fick han två barn och först på 1970-talet namnändrade de officiellt från Hartnagel till Hasso. Han är begravd tillsammans med sista frun på Råå kyrkogård i Helsingborg.

## Filmografi

### Regi i urval
- 1942 – La donna del peccato
- 1942 – L'usuraio
- 1952 – Maria Johanna (tillsammans med Signe Hasso) [6]

### Filmfoto i urval
- 1933 – Tystnadens hus
- 1934 – Falska Greta
- 1934 – Marodörer
- 1938 – Den stora olympiaden (okrediterad) [7]
- 1938 – Pengar från skyn
- 1938 – Geld fällt vom Himmel
- 1941 – Det sägs på stan
- 1941 – Tänk om jag gifter mig med prästen
- 1942 – Gula kliniken

### Roller i urval
- 1933 – Tystnadens hus
- 1934 – Eva går ombord